# دیوید کاپرفیلد (فیلم ۱۹۹۹)
دیوید کاپرفیلد (به انگلیسی: David Copperfield) یک فیلم تلویزیونی درام دو قسمتی از بی‌بی‌سی به کارگردانی سایمون کرتیس است که داستان آن برگرفته از رمان دیوید کاپرفیلد نوشتهٔ چارلز دیکنز است. قسمت اول در ۲۵ دسامبر ۱۹۹۹ (کریسمس) و قسمت دوم در روز باکسینگ (۲۶ دسامبر) پخش شد. دیوید کاپرفیلد اولین فیلمی است که دنیل ردکلیف، بازیگر مجموعه فیلم‌های هری پاتر در آن به ایفای نقش پرداخت.
از دیگر بازیگران این فیلم می‌توان به مگی اسمیت، کیران مک‌مینامین، زئو وانامیکر، ایملدا استنتون، جیمز ثورنتون و داون فرنچ اشاره کرد.